# Ferrari F399
Chronologie des modèles
Ferrari F300 Ferrari F1-2000
La Ferrari F399 est la monoplace engagée par la Scuderia Ferrari lors du Championnat du monde de Formule 1 1999. La F399 est presque identique à la Ferrari F300 de la saison précédente, avec seulement de petits changements. Elle a d'abord été pilotée par Michael Schumacher et Eddie Irvine, puis par Mika Salo remplaçant Michael Schumacher victime d'une fracture à la jambe après son accident de Silverstone.

## Historique

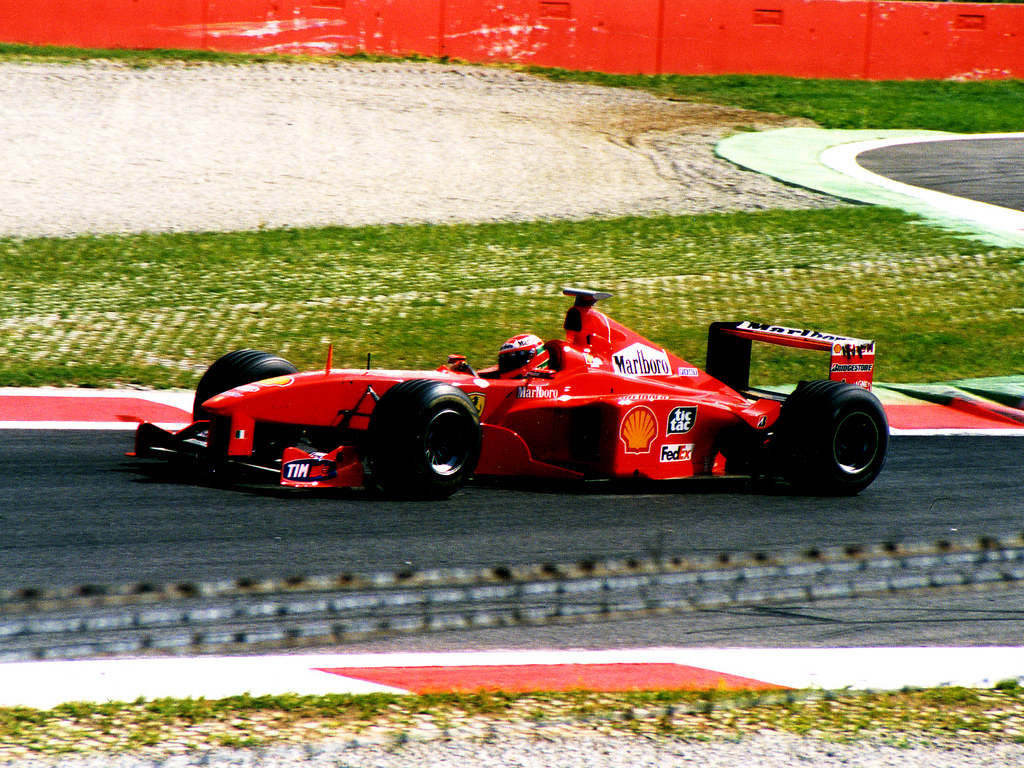
La Ferrari F399 d'Eddie Irvine lors du Grand Prix d'Italie 1999.

La saison débute par une victoire d'Eddie Irvine lors du Grand Prix d'Australie, qui signe son premier succès en Formule 1,. Au Brésil, les deux pilotes Ferrari terminent dans les points avec un podium pour Michael Schumacher. À Saint-Marin, l'Allemand remporte la course alors que son coéquipier abandonne sur casse moteur au quarante-sixième tour alors qu'il prétendait au podium. Au Grand Prix suivant, disputé à Monaco, Schumacher obtient sa seconde victoire consécutive alors qu'Irvine offre un doublé à son écurie avec sa deuxième place.
Alors que Michael Schumacher et Ferrari mènent avec une confortable avance les deux championnats à l'issue de l'épreuve monégasque, l'écurie italienne rencontre quelques difficultés lors de la suite de la tournée européenne. En Espagne, Schumacher et Irvine terminent respectivement troisième et quatrième, derrière les deux pilotes McLaren. Au Canada, Schumacher, élancé depuis la pole position, abandonne alors qu'Irvine, auteur de l'unique meilleur tour en course de sa carrière, termine troisième, entraînant ainsi la perte de la première place provisoire de l'Allemand au championnat des pilotes au profit de Mika Häkkinen,,,. Sous le déluge du Grand Prix de France, Irvine, élancé depuis la dix-septième place, remonte le classement et termine la course dans les points avec son coéquipier.
Lors du Grand Prix de Grande-Bretagne, Michael Schumacher, élancé depuis la deuxième place, sort de la piste et percute un mur de pneus à plus de 200 km/h. L'Allemand sort de cet accident avec une fracture du tibia et du péroné de la jambe droite. Eddie Irvine parvient à ramener les points de la deuxième place. Les observateurs ont profité de l'accident de Schumacher pour saluer les efforts menés par la Fédération internationale de l'automobile en matière de sécurité : en effet, ils estiment que si l'accident s'était produit quelques années auparavant, le pilote allemand n'aurait pas survécu.
Avec l'absence de Schumacher pour trois mois, les espoirs de titre de champion du monde de Ferrari se tournent vers Eddie Irvine. Le Britannique attend ce moment depuis « trois ans et demi » et espère plus de considération de la part de l'écurie italienne s'il parvient à remporter le championnat. En effet, Irvine craint de devoir être le lieutenant de Schumacher la saison suivante même s'il est sacré à l'issue de la saison, de sorte que les observateurs estiment qu'Irvine sera amené à quitter Ferrari en fin d'année tout en estimant qu'il n'est pas de taille à rivaliser avec McLaren.
La Scuderia Ferrari décide de faire appel au Finlandais Mika Salo pour assurer le remplacement de Schumacher, au détriment de Luca Badoer, le pilote essayeur de l'écurie. Lors du Grand Prix d'Autriche, Eddie Irvine remporte la course alors que Salo se classe neuvième. Au Grand Prix automobile d'Allemagne, le Finlandais domine Irvine en qualifications et prend la tête de la course au vingt-cinquième tour. Jean Todt, le directeur sportif de l'écurie, ordonne à Salo de laisser passer Irvine, qui remporte la course. Alors que Mika Salo signe le premier podium de sa carrière, Irvine prend la tête du championnat du monde avec huit points d'avance sur Häkkinen,.
En Hongrie, Irvine est troisième alors que Salo, parti dix-huitième, termine neuvième,. Lors des deux Grands Prix suivants, le Britannique termine dans les points tandis que Salo termine à la troisième place du Grand Prix d'Italie, signant ainsi son deuxième et dernier podium. Lors du Grand Prix d'Europe, aucune Ferrari ne termine dans les points, Irvine se classant septième et Salo abandonnant au quarante-quatrième tour sur problèmes de freins.
En Malaisie, Michael Schumacher revient en piste. Signant la pole position, l'Allemand mène la course et offre la victoire à Irvine lors des derniers tours, qui signe le quatrième et dernier succès de sa carrière,,.
À l'aube du dernier Grand Prix de la saison, disputé au Japon, Irvine et Ferrari devancent de quatre points leurs poursuivants respectifs, Häkkinen et McLaren. Schumacher, élancé de la pole position, termine deuxième alors qu'Irvine, parti cinquième, arrive troisième à une minute et demi de Häkkinen, qui, en remportant la course, le prive du titre de champion du monde pour deux points,,.
La Scuderia Ferrari termine donc à la première place du championnat du monde des constructeurs, titre que l'écurie italienne n’avait plus remporté depuis la saison 1983. Eddie Irvine est vice-champion du monde des pilotes avec 74 points, Michael Schumacher se classe cinquième avec 44 points et Mika Salo est dixième avec dix points,.

## Résultats en championnat du monde de Formule 1

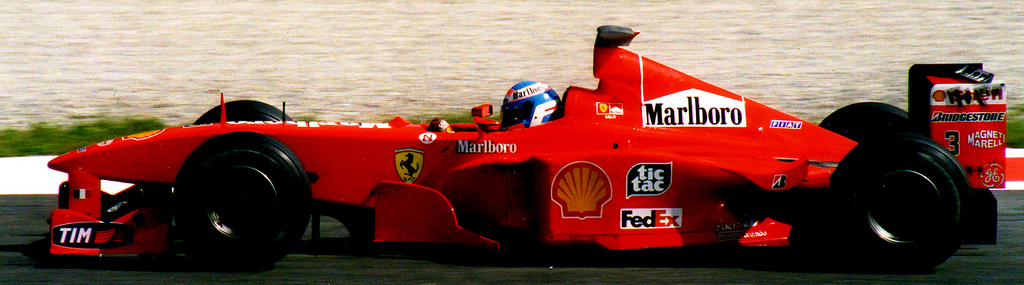
Mika Salo à bord de la Ferrari F399 lors du Grand Prix d'Italie 1999

| Saison | Écurie                    | Moteur          | Pneus       | Pilotes            | Courses | Courses | Courses | Courses | Courses | Courses | Courses | Courses | Courses | Courses | Courses | Courses | Courses | Courses | Courses | Courses | Points inscrits | Classement |
| Saison | Écurie                    | Moteur          | Pneus       | Pilotes            | 1       | 2       | 3       | 4       | 5       | 6       | 7       | 8       | 9       | 10      | 11      | 12      | 13      | 14      | 15      | 16      | Points inscrits | Classement |
| ------ | ------------------------- | --------------- | ----------- | ------------------ | ------- | ------- | ------- | ------- | ------- | ------- | ------- | ------- | ------- | ------- | ------- | ------- | ------- | ------- | ------- | ------- | --------------- | ---------- |
| 1999   | Scuderia Ferrari Marlboro | Ferrari 048 V10 | Bridgestone |                    | AUS     | BRÉ     | SMR     | MON     | ESP     | CAN     | FRA     | GBR     | AUT     | ALL     | HON     | BEL     | ITA     | EUR     | MAL     | JAP     | 128             | Champion   |
| 1999   | Scuderia Ferrari Marlboro | Ferrari 048 V10 | Bridgestone | Michael Schumacher | 8e      | 2e      | 1er     | 1er     | 3e      | Abd     | 5e      | Np      |         |         |         |         |         |         | 2e      | 2e      | 128             | Champion   |
| 1999   | Scuderia Ferrari Marlboro | Ferrari 048 V10 | Bridgestone | Mika Salo          |         |         |         |         |         |         |         |         | 9e      | 2e      | 12e     | 7e      | 3e      | Abd     |         |         | 128             | Champion   |
| 1999   | Scuderia Ferrari Marlboro | Ferrari 048 V10 | Bridgestone | Eddie Irvine       | 1er     | 5e      | Abd     | 2e      | 4e      | 3e      | 6e      | 2e      | 1er     | 1er     | 3e      | 4e      | 6e      | 7e      | 1er     | 3e      | 128             | Champion   |

Légende : ici 